# Державна служба України з контролю за наркотиками
Державна слу́жба Украї́ни з контро́лю за нарко́тиками (ДСКН України) — до 10 вересня 2014 — центральний орган виконавчої влади України, діяльність якого спрямовувалася й координувалася Кабінетом Міністрів України.
10 вересня 2014 р. прийнято Постанову Кабміну № 442, якою скасовано Державну службу з контролю за наркотиками. Її правонаступниця — Державна служба України з лікарських засобів та контролю за наркотиками.
ДСКН України була головним органом у системі центральних органів виконавчої влади у сфері формування та забезпечення реалізації державної політики з питань обігу наркотичних засобів, психотропних речовин, їхніх аналогів і прекурсорів, протидії їхньому незаконному обігу, а також координації діяльності органів виконавчої влади з цих питань.

## Голова
ДСКН України очолював голова, якого призначав на посаду за поданням Прем'єр-міністра України і звільняв з посади Президент України.

## Основні завдання ДСКН України
ДСКН України відповідно до покладених на неї завдань:
1) узагальнює практику застосування законодавства з питань, що належать до її компетенції, розробляє пропозиції щодо вдосконалення законодавчих актів, актів Президента України, Кабінету Міністрів України, в тому числі проєкти нормативно-правових актів, та в установленому порядку вносить їх на розгляд Кабінету Міністрів України, забезпечує їх реалізацію, погоджує проєкти нормативно-правових актів з питань, що належать до її компетенції;
2) розробляє проєкти державних цільових програм з питань контролю за обігом наркотичних засобів, психотропних речовин і прекурсорів, протидії їх незаконному обігу, бере участь у забезпеченні виконання таких програм;
3) розробляє пропозиції щодо приведення законодавства України з питань обігу наркотичних засобів, психотропних речовин і прекурсорів, протидії їх незаконному обігу у відповідність із законодавством ЄС, міжнародними договорами, згода на обов'язковість яких надана Верховною Радою України;
4) визначає пріоритетні напрями розвитку сфери обігу наркотичних засобів, психотропних речовин і прекурсорів та здійснює заходи з протидії їх незаконному обігу;
5) подає щороку Кабінетові Міністрів України звіт про результати реалізації державної політики у сфері обігу наркотичних засобів, психотропних речовин і прекурсорів, а також у сфері протидії їх незаконному обігу в межах наданих повноважень;
6) виявляє умови та причини, що призводять до незаконного обігу наркотичних засобів, психотропних речовин, їх аналогів і прекурсорів, організовує в межах своїх повноважень здійснення заходів щодо їх усунення;
7) здійснює прогнозування розвитку наркоситуації, проводить постійний моніторинг стану справ у сфері протидії наркозлочинності, забезпечує збирання та узагальнення інформації про джерела і шляхи надходження в незаконний обіг наркотичних засобів;
8) отримує, аналізує та узагальнює в межах своїх повноважень інформацію про стан справ у сфері обігу наркотичних засобів, психотропних речовин і прекурсорів та протидії їх незаконному обігу;
9) організовує редакційно-видавничу діяльність та взаємодіє із засобами масової інформації та громадськістю з метою дотримання принципів відкритості, прозорості та гласності під час провадження своєї діяльності, якщо інше не передбачене законодавством;
10) визначає в межах своїх повноважень порядок проведення контролю та здійснює контроль за дотриманням суб'єктами господарювання ліцензійних умов провадження господарської діяльності у сфері обігу наркотичних засобів, психотропних речовин і прекурсорів;
11) здійснює профілактичну діяльність щодо попередження незаконного вживання наркотичних засобів та психотропних речовин, а також незаконного обігу зазначених засобів, речовин та їх прекурсорів;
12) готує та вносить в установленому порядку на розгляд Кабінету Міністрів України пропозиції щодо включення засобів і речовин до переліку наркотичних засобів, психотропних речовин і прекурсорів;
13) готує та вносить в установленому порядку на розгляд Кабінету Міністрів України пропозиції щодо визначення: гранично допустимої кількості наркотичних засобів, психотропних речовин і прекурсорів, що містяться у лікарських препаратах;
переліку медичних психіатричних протипоказань, інших протипоказань щодо провадження окремих видів діяльності, пов'язаних з обігом наркотичних засобів, психотропних речовин і прекурсорів;
переліку інструментів та обладнання, які використовуються для виробництва і виготовлення наркотичних засобів, психотропних речовин і прекурсорів та підлягають контролю, і правил проведення операцій з ними;
порядку перевезення наркотичних засобів, психотропних речовин і прекурсорів територією України та оформлення необхідних документів;
порядку придбання кондиційного і репродуктивного насіння для культивування рослин, що містять малу кількість наркотичних засобів, для промислових цілей;
порядку провадження діяльності, пов'язаної з обігом наркотичних засобів, психотропних речовин і прекурсорів та контролю за їх обігом;
обсягу квот, у межах яких здійснюється виробництво, виготовлення, зберігання, ввезення на територію України та вивезення з території України наркотичних засобів і психотропних речовин для медичних і наукових цілей, лікарських препаратів, що містять наркотичні засоби, психотропні речовини і прекурсори в кількості, що перевищує гранично допустиму;
обсягу квот, у межах яких здійснюється культивування рослин, що містять малу кількість наркотичних засобів;
14) розробляє та затверджує ліцензійні умови провадження господарської діяльності з культивування рослин, включених до таблиці I переліку наркотичних засобів, психотропних речовин і прекурсорів та розроблення, виробництва, виготовлення, зберігання, перевезення, придбання, реалізації (відпуску), ввезення на територію України, вивезення з території України, використання та знищення наркотичних засобів, психотропних речовин і прекурсорів, включених до таблиць I–IV зазначеного переліку, інші нормативні акти з питань ліцензування такої діяльності;
15) видає суб'єктам господарювання ліцензії на провадження господарської діяльності з культивування рослин, включених до таблиці I переліку наркотичних засобів, психотропних речовин і прекурсорів та розроблення, виробництва, виготовлення, зберігання, перевезення, придбання, реалізації (відпуску), ввезення на територію України, вивезення з території України, використання та знищення наркотичних засобів, психотропних речовин і прекурсорів, включених до таблиць I–IV зазначеного переліку;
16) приймає в установленому порядку рішення про анулювання ліцензій на провадження господарської діяльності з культивування рослин, включених до таблиці I переліку наркотичних засобів, психотропних речовин і прекурсорів та розроблення, виробництва, виготовлення, зберігання, перевезення, придбання, реалізації (відпуску), ввезення на територію України, вивезення з території України, використання та знищення наркотичних засобів, психотропних речовин і прекурсорів, включених до таблиць I–IV зазначеного переліку;
17) вживає у межах своїх повноважень заходів щодо усунення порушень, виявлених під час здійснення контролю за обігом наркотичних засобів, психотропних речовин і прекурсорів;
18) видає за погодженням з СБУ суб'єктам господарювання дозволи на право ввезення (вивезення) та на право транзиту наркотичних засобів, психотропних речовин і прекурсорів;
19) здійснює контроль за дотриманням суб'єктами господарювання порядку знищення наркотичних засобів, психотропних речовин і прекурсорів;
20) організовує та проводить нормативно-технічну, медико-біологічну, хіміко-аналітичну експертизи матеріалів, спеціалізовану оцінку та інші види експертних досліджень, пов'язаних з наркотичними засобами, психотропними речовинами, їх аналогами і прекурсорами;
21) готує у випадках, передбачених законодавством, та в установленому Кабінетом Міністрів України порядку висновки щодо належності засобів і речовин до аналогів наркотичних засобів і психотропних речовин;
22) проводить відбір зразків лікарських засобів, рослин, товарів, речовин для проведення експертизи з метою визначення вмісту в них наркотичних засобів, психотропних речовин і прекурсорів;
23) визначає уповноважену установу для підготовки експертних висновків, які є підставою для видачі суб'єктам господарювання дозволів на здійснення імпортно-експортних операцій у сфері обігу наркотичних засобів, психотропних речовин і прекурсорів;
24) забезпечує проведення техніко-економічних та наукових досліджень із залученням експертів і консультантів;
25) створює інформаційні системи відповідно до покладених на неї завдань;
26) здійснює координацію діяльності органів виконавчої влади щодо організації виконання актів законодавства про наркотичні засоби, психотропні речовини і прекурсори та протидію їх незаконному обігу;
27) взаємодіє з правоохоронними органами, громадянами, громадськими та міжнародними організаціями у сфері протидії незаконному обігу наркотичних засобів, психотропних речовин, їх аналогів і прекурсорів;
28) координує в межах своїх повноважень роботу органів виконавчої влади, пов'язану з виконанням державних програм з питань обігу наркотичних засобів, психотропних речовин і прекурсорів, а також протидії їх незаконному обігу в межах наданих повноважень;
29) подає органам державної влади, органам місцевого самоврядування, підприємствам, установам, організаціям усіх форм власності обов'язкові для розгляду пропозиції з питань обігу наркотичних засобів, психотропних речовин і прекурсорів;
30) погоджує методики визначення вмісту наркотичних засобів, психотропних речовин і прекурсорів у лікарських засобах, рослинах, товарах, речовинах, які повинні застосовуватися установами судових експертиз;
31) розробляє і затверджує навчальні програми, методичні рекомендації і посібники з питань обігу та протидії незаконному обігу наркотичних засобів, психотропних речовин і прекурсорів у межах наданих повноважень, організовує проведення навчальних курсів для фахівців, зайнятих у сфері обігу наркотичних засобів, психотропних речовин і прекурсорів;
32) здійснює співробітництво з державними органами і неурядовими організаціями іноземних держав та міжнародними організаціями з питань контролю за обігом наркотичних засобів, психотропних речовин і прекурсорів, у сфері протидії їх незаконному обігу, координує в межах своїх повноважень виконання зобов'язань, передбачених міжнародними договорами, згода на обов'язковість яких надана Верховною Радою України, у зазначених сферах;
33) інформує відповідно до міжнародних договорів, згода на обов'язковість яких надана Верховною Радою України, компетентні органи інших держав про вивезення з території України або транзит через територію України наркотичних засобів, психотропних речовин і прекурсорів, а також повідомляє про здійснення таких операцій Міжнародному комітету з контролю за наркотиками ООН;
34) інформує заінтересовані центральні органи виконавчої влади та інші органи державної влади про заяви урядів іноземних держав, які відповідно до конвенцій ООН забороняють ввезення на свою територію наркотичних засобів, психотропних речовин, їх аналогів і прекурсорів;
35) готує матеріали до проєкту щорічної доповіді Кабінету Міністрів України про додержання вимог конвенцій ООН та міжнародних договорів з питань обігу наркотичних засобів, психотропних речовин і прекурсорів, згода на обов'язковість яких надана Верховною Радою України;
36) готує та в установленому порядку подає до Міжнародного комітету з контролю за наркотиками ООН статистичні звіти про обіг в Україні наркотичних засобів, психотропних речовин і прекурсорів;
37) здійснює обмін інформацією з компетентними органами іноземних держав та міжнародними організаціями;
38) утворює, ліквідовує, реорганізовує підприємства, установи та організації, затверджує їх положення (статути), в установленому порядку призначає на посади та звільняє з посад їх керівників, формує кадровий резерв на посади керівників підприємств, установ та організацій, що належать до сфери управління ДСКН України;
39) виконує у межах повноважень інші функції з управління об'єктами державної власності, що належать до сфери її управління;
40) формує державне замовлення на підготовку фахівців у відповідній сфері;
41) здійснює інші повноваження, визначені законами України, міжнародними договорами, згода на обов'язковість яких надана Верховною Радою України, та покладені на неї Президентом України.

## Права ДСКН України
ДСКН України має право:
- залучати до виконання окремих робіт, участі у вивченні окремих питань учених і фахівців (за їх згодою), працівників центральних та місцевих органів виконавчої влади;

- одержувати в установленому порядку за письмовими запитами керівництва ДСКН України, керівника територіального органу ДСКН України, від центральних і місцевих органів виконавчої влади, органів прокуратури України, інших правоохоронних органів та військових формувань, органів місцевого самоврядування, суб'єктів господарювання незалежно від форми власності та їх посадових осіб, громадян та їх об'єднань інформацію, у тому числі з автоматизованих інформаційних і довідкових систем та банків даних, документи, матеріали та інші відомості про наркотичні засоби, психотропні речовини і прекурсори, які перебувають в обігу (в тому числі незаконному) на території України, а також ті, що вилучені з незаконного обігу, про державну реєстрацію, перереєстрацію в Україні наркотичних засобів і психотропних речовин, лікарських засобів, які містять наркотичні засоби, психотропні речовини і прекурсори;

- скликати наради, створювати комісії та робочі групи;

- користуватися відповідними інформаційними базами даних державних органів, державними, в тому числі урядовими, системами зв'язку і комунікацій, мережами спеціального зв'язку та іншими технічними засобами;

- брати участь у міжнародних конференціях, симпозіумах, семінарах, зустрічах, нарадах з питань, що належать до її компетенції.

- ДСКН України здійснює свої повноваження безпосередньо та через утворені в установленому порядку міжрегіональні (повноваження яких поширюються на декілька адміністративно-територіальних одиниць: Автономну Республіку Крим, області, міста Київ та Севастополь) територіальні органи.

- ДСКН України у процесі виконання покладених на неї завдань взаємодіє в установленому порядку з іншими органами виконавчої влади, допоміжними органами і службами, утвореними Президентом України, органами місцевого самоврядування, відповідними органами іноземних держав і міжнародних організацій, профспілками та організаціями роботодавців, а також підприємствами, установами, організаціями.

- ДСКН України у межах своїх повноважень, на основі і на виконання Конституції та законів України, актів і доручень Президента України, актів Кабінету Міністрів України видає накази, які підписує Голова ДСКН України, організовує та контролює їх виконання.

Нормативно-правові акти ДСКН України підлягають державній реєстрації в установленому законодавством порядку.
Рішення ДСКН України, прийняті в межах її повноважень, обов'язкові для виконання центральними органами виконавчої влади, їхніми територіальними органами та місцевими державними адміністраціями, органами влади Автономної Республіки Крим, органами місцевого самоврядування, підприємствами, установами і організаціями всіх форм власності та громадянами.
ДСКН України у разі потреби видає разом з іншими органами державної влади спільні акти.

## Структура
Станом на січень 2012 року структура ДСКН України була така (згодом відбулися певні реорганізаційні зміни):
Керівництво
Управління організаційного забезпечення роботи керівника та кадрової політики
- Відділ організаційного забезпечення роботи керівника та кадрової політики
- Відділ міжнародних зв'язків, консультацій з громадськістю та взаємодії із засобами масової інформації
- Відділ бухгалтерського обліку, фінансування та матеріально-технічного забезпечення
- Сектор документообігу, контролю та роботи із зверненнями громадян

Юридичне управління
- Відділ консультативно-правової роботи та експертизи
- Відділ з розроблення проєктів нормативно-правових актів

Управління контролю, ліцензування, квот та дозволів
- Відділ ліцензування діяльності, пов'язаної з обігом наркотичних речовин
- Квотно-балансовий та дозвільний відділ
- Контрольно-інспекторський відділ

Відділ аналітичної роботи, стратегічного планування та моніторингу наркоситуації
Головний спеціаліст з внутрішнього аудиту
Головний спеціаліст з режимно-секретної діяльності